# Chemin de Gibbes
Pour les articles homonymes, voir Gibbes.
Le chemin de Gibbes est une voie marseillaise située dans le 14e arrondissement de Marseille. 

## Situation et accès
L’actuel chemin de Gibbes se situe entre les quartiers du Canet et de Bon-Secours et les traverse du sud au nord et va du boulevard de Plombières au boulevard Bertrandon.. 

## Historique
Par le passé, il démarrait de la rue Auphan (actuelle traverse de Gibbes) située dans le quartier de Saint-Mauront dans le 3e arrondissement et se terminait au niveau du chemin de Saint-Joseph à Sainte-Marthe dans le quartier de Sainte-Marthe en traversant le quartier des Arnavaux et ce, jusqu’à la construction de l’avenue Arnavon dans les années 1970 (actuelles rue Edouard-Calvet et Jean-Queillau). 
Le chemin, construit dans les années 1830, mesurait alors 2 800 mètres. 